# 池谷幸雄
池谷幸雄（日语：／ Iketani Yukio，1970年9月26日—），日本男子竞技体操运动员。他曾获得1992年夏季奥运会体操比赛男子自由体操银牌。他也参加了1990年亚洲运动会。